# Токарівська сільська рада (Сумський район)
Токарі́вська сільська́ ра́да — колишній орган місцевого самоврядування в Сумському районі Сумської області. Адміністративний центр — село Токарі.

## Загальні відомості
- Населення ради: 1 889 осіб (станом на 2001 рік)

## Населені пункти
Сільській раді підпорядковані населені пункти:
- с. Токарі
- с. Зацарне
- с. Червона Діброва

## Склад ради
Рада складається з 18 депутатів та голови.
- Голова ради: Кендюшенко Олена Степанівна
- Секретар ради: Бухаренко Варвара Дмитрівна

### Керівний склад попередніх скликань
| Прізвище, ім'я, по батькові | Основні відомості                                                                           | Дата обрання | Дата звільнення |
| --------------------------- | ------------------------------------------------------------------------------------------- | ------------ | --------------- |
| Хажанець Тетяна Миколаївна  | Сільський голова, 1956 року народження, освіта вища, Всеукраїнське об'єднання «Батьківщина» | 26.03.2006   | 31.10.2010      |
| Хажанець Тетяна Миколаївна  | Сільський голова, 1956 року народження, освіта вища, позапартійна                           | 31.10.2010   | 18.04.2014      |
| Кендюшенко Олена Степанівна | Сільський голова, 1975 року народження, освіта вища, позапартійна                           | 26.10.2014   |                 |

Примітка: таблиця складена за даними сайту Верховної Ради України